# Lucinoma minima
Lucinoma minima is een tweekleppigensoort uit de familie van de Lucinidae. De wetenschappelijke naam van de soort werd in 1964 voor het eerst geldig gepubliceerd door Takashi A. Okutani als Myrtea minima.